# AirAsia
AirAsia — малайзійська бюджетна авіакомпанія.
Це найбільша бюджетна авіакомпанія в Азії. Здійснює місцеві і міжнародні перельоти за більш ніж 400 напрямами в 25 країнах. Головним транзитним вузлом (хабом) авіаперевізника є Міжнародний аеропорт Куала-Лумпур.

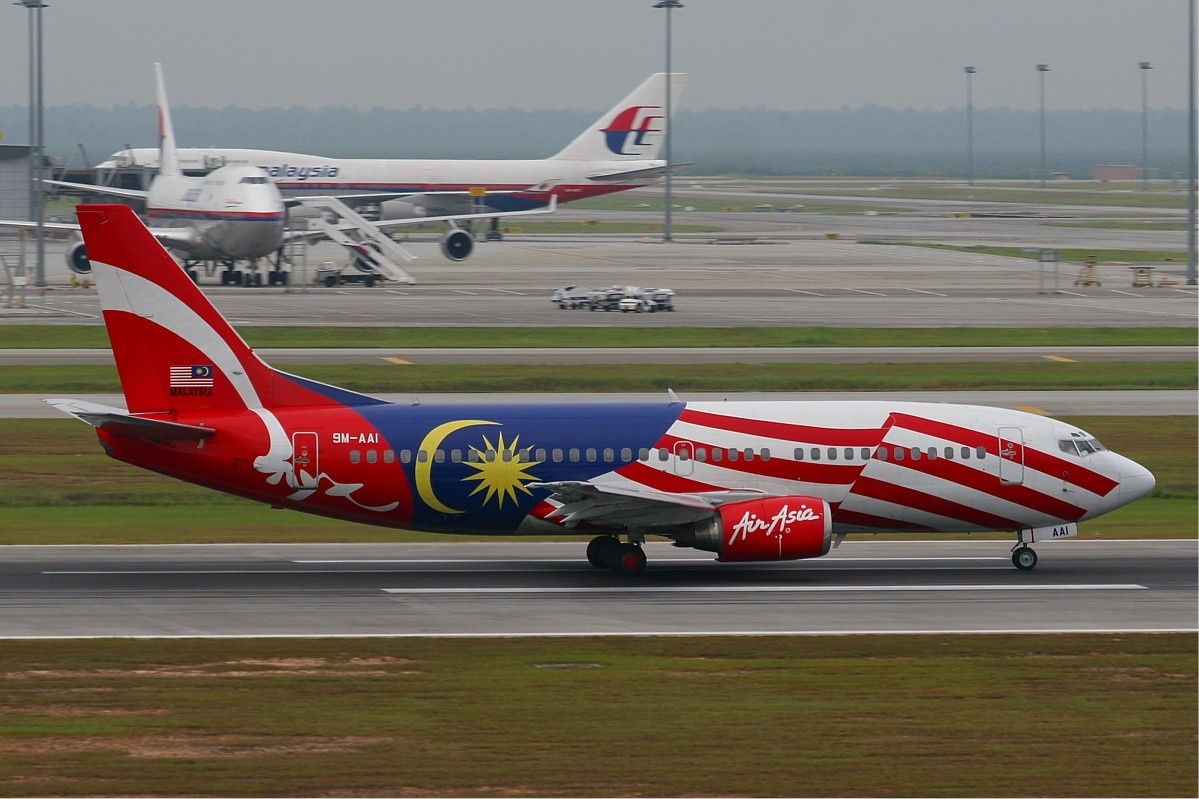
Боїнг 737-300 авіакопанії AirAsia стилізований під прапор Малайзії

Компанія була обрана кращою бюджетною авіалінією в світі за версією Skytrax в 2007, 2009, 2010, 2011 і 2016 роках. У 2010 році компанія мала найнижчу ціну ($0.035) за кілометр на місце.
Компанія котирується на Малазійській біржі : MYX: 5099
.

## Історія
Компанія була зареєстрована у 1993 році, а почала свою діяльність в 1996 році. Спочатку компанія була заснована національною корпорацією DRB-HICOM. Авіакомпанія Air Asia є однією з найбільших low-cost авіакомпаній Азії, а також найбільшим експлуатантом літаків сімейства Airbus A320. 13 грудня 2012 року перевізник розмістив замовлення ще на 100 лайнерів сімейства A320 (в тому числі, 36 A320ceo з закінцівками крила типу Sharklet). В цілому портфель замовлень Air Asia включає 475 вузькофюзеляжних суден виробництва Airbus (264 A320neo і 211 A320ceo). Більше 100 лайнерів вже були поставлені авіакомпанії і базуються в аеропортах Бангкока, Куала-Лумпура, Джакарти, Маніли і Токіо.
Станом на грудень 2012 року флот авіакомпанії складається виключно з літаків A-320. У ряді країн компанія також має свою мережа бюджетних готелів.

## Аварії і катастрофи
- 28 грудня 2014 року під час польоту над Яванським морем зазнав катастрофи літак Airbus A320-216 індонезійського підрозділу компанії AirAsia, що виконував рейс QZ8501 за маршрутом Сурабая — Сінгапур. Згідно з результатам розслідування причин катастрофи причиною стали технічні несправності бортового комп‘ютера і помилки екіпажу. Катастрофа сталася під час проходження через грозовий фронт, а загинули в катастрофі всі 162 людини, що знаходилися на борту (155 пасажирів і 7 членів екіпажу.